# Гарейка
Гарейка (баш. Гәрәй) — деревня в Балтачевском районе Башкортостана, относится к Нижнесикиязовскому сельсовету.

## Географическое положение
Расстояние до:
- районного центра (Старобалтачёво): 18 км,
- центра сельсовета (Нижнесикиязово): 7 км,
- ближайшей ж/д станции (Куеда): 51 км.

## Население
| 2002 | 2009 | 2010 |
| ---- | ---- | ---- |
| 63   | ↘58  | ↘39  |

Согласно переписи 2002 года, преобладающие национальности — марийцы (60 %), башкиры (35 %).